# Saitama (stad)

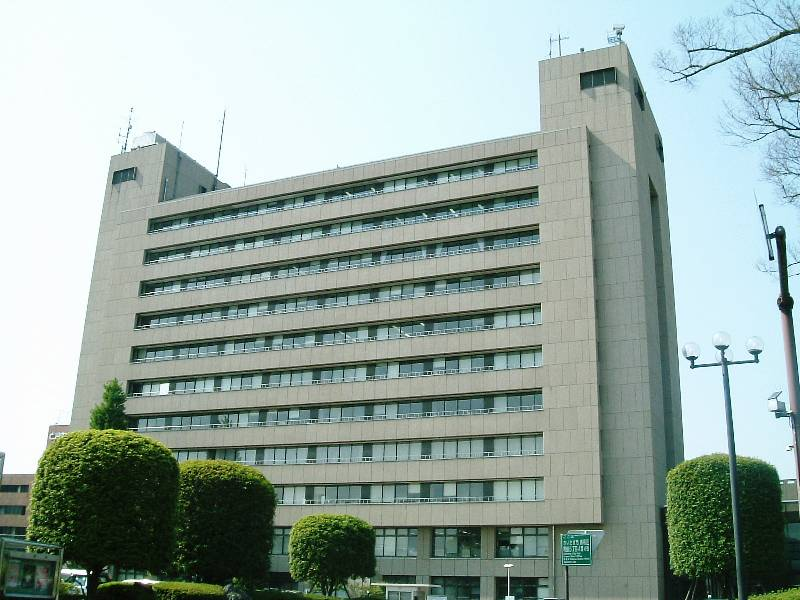
Het stadhuis van Saitama

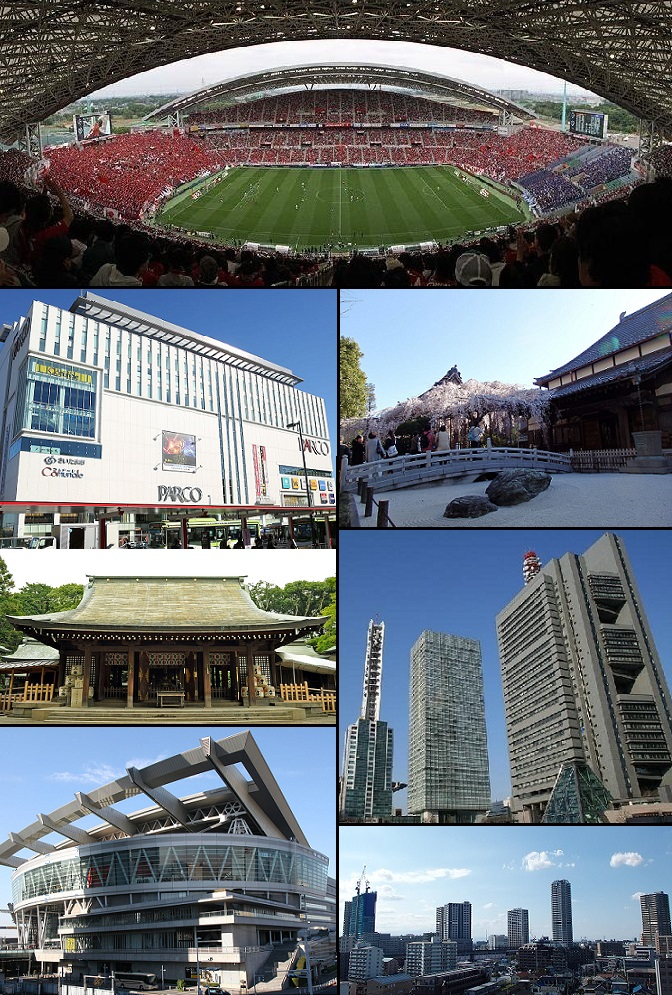
Saitama

Saitama (Japans: さいたま市, Saitama-shi) is de hoofdstad en ook de grootste stad van de prefectuur Saitama in Japan. Op 1 januari 2020 had Saitama een bevolking van 1.309.768 inwoners. De stad is hiermee de op acht na grootste van Japan. De oppervlakte bedraagt 217,43 km². De stad behoort tot Groot-Tokio en veel inwoners zijn dan ook forensen die in Tokio werken. Sinds 1 april 2003 is het een decretaal gedesigneerde stad.

## Geschiedenis
De stad ontstond uit de fusie van de steden Urawa, Ōmiya en Yono op 1 januari 2001. In april 2005 werd tevens de stad Iwatsuku aangehecht.

## Aangrenzende steden
- Ageo
- Kawagoe
- Kawaguchi
- Kasukabe
- Koshigaya
- Warabi
- Toda
- Hasuda
- Fujimi
- Shiki
- Asaka

## Verkeer

### Trein
JR East :
- Station Omiya
  - Tōhoku-Shinkansen,naar Tokio of Hachinohe
  - Jōetsu-Shinkansen, naar Tokio of Niigata
  - Nagano-Shinkansen, naar Tokio of Nagano
- Stations Urawa, Saitama-Shintoshin, Omiya en Miyahara
  - Takasaki-lijn, naar Ueno (Tokio) of Takasaki
- Stations Minami-Urawa, Urawa, Kita-Urawa, Saitama-Shintoshin en Omiya
  - Keihin-Tōhoku-lijn, naar Yokohama
- Stations Musashi-Urawa, Naka-Urawa, Minami-Yono, Yono-Honmachi, Kita-Yono en Omiya
  - Saikyō-lijn,naar Shinjuku en Odaiba
- Stations Sashiogi, Nisshin en Omiya
  - Kawagoe-lijn, naar Kawagoe
- Stations Urawa, Saitama-Shintoshin, Omiya, Toro, Higashi-Omiya
  - Utsunomiya-lijn, naar Utsunomiya en Aomori
- Stations Nishi-Urawa, Musashi-Urawa, Minami-Urawa und Higashi-Urawa
  - Musashino-lijn, naar Funabashi en Fuchū

Tobu Railway
- Noda-lijn naar Funabashi

## Bezienswaardigheden
- Saitama Stadium
- Saitama Super Arena
- John Lennon-museum (2000 - gesloten in 2010)

## Wijken
Saitama heeft tien wijken (ku) die sinds april 2005 een officiële kleur hebben :
| ■1 - Chūō-ku     | 中央区 | (voormalige stad Yono)     |
| ■2 - Iwatsuki-ku | 岩槻区 | (voormalige stad Iwatsuki) |
| ■3 - Kita-ku     | 北区   | (voormalige stad Omiya)    |
| ■4 - Midori-ku   | 緑区   | (voormalige stad Urawa)    |
| ■5 - Minami-ku   | 南区   | (voormalige stad Urawa)    |
| ■6 - Minuma-ku   | 見沼区 | (voormalige stad Omiya)    |
| ■7 - Nishi-ku    | 西区   | (voormalige stad Omiya)    |
| ■8 - Ōmiya-ku    | 大宮区 | (voormalige stad Omiya)    |
| ■9 - Sakura-ku   | 桜区   | (voormalige stad Urawa)    |
| ■10 - Urawa-ku   | 浦和区 | (voormalige stad Urawa)    |

## Partnersteden
Saitama heeft een stedenband met :
- Toluca, Mexico (sinds 1979 , partnerschap van het oude Urawa)
- Zhengzhou, China (sinds 1981 , partnerschap van het oude Urawa)
- Hamilton, Nieuw-Zeeland (sinds 1984 , partnerschap van het oude Urawa)
- Richmond (Virginia), Verenigde Staten (sinds 1994 , partnerschap van het oude Urawa)
- Nanaimo, Canada (sinds 1996 , partnerschap van het oude Iwatsuki)
- Pittsburgh, Verenigde Staten (sinds 1998 , partnerschap van het oude Ōmiya)
- Minamiaizu (sinds 1982 , partnerschap van het oude Ōmiya)
- Minami-Bōsō (sinds 1981 , partnerschap van het oude Iwatsuki)
- Minamiuonuma (sinds 1988 , partnerschap van het oude Yono)
- Minakami (sinds 2004)
- Kamogawa (sinds 2004)

## Geboren
- Koichi Wakata (1963), ruimtevaarder
- Junri Namigata (1982), tennisster
- Eiji Kawashima (1983), voetballer (doelman)

## Sport
In Saitama wordt ieder jaar in oktober door de organisatie van de Ronde van Frankrijk een wielercriterium georganiseerd met altijd een aantal grote namen uit de Tour. De opzet is vergelijkbaar met die van de na-tourcriteriums in Nederland. De editie van 2024 werd gewonnen door Biniam Girmay.
Saitama was met het Saitamastadion speelstad bij het WK voetbal 2002. De voetbalclub Urawa Red Diamonds is afkomstig uit de wijk Urawa en geldt als een Japanse topclub.